# Пост, Йоханнес
Йоханнес Роберт Адольф Пост (нем. Johannes Robert Adolf Post; 11 ноября 1908, Данциг, Германская империя — 27 февраля 1948, Хамельн) — штурмбаннфюрер СС, комендант воспитательно-трудового лагеря Нордмарк.

## Биография
Йоханнес Пост родился 11 ноября 1908 года в семье торговца. После окончания школы получил коммерческое образование и впоследствии работал продавцом в Данциге. В 1930 году вступил в Штурмовые отряды (СА), а 1 февраля 1931 года — в НСДАП (билет № 465273). Совместно с другими националистами Пост участвовал в уличных стычках с коммунистами и в начале 30-х годов застрелил коммуниста Карла Пахура. За это деяние ему и 23 другим обвиняемым было выдвинуто обвинение в суде присяжных Данцига и за нанесение побоев со смертельным случаем. Пост был приговорён к 26 месяцам заключения. 
После прихода нацистов к власти Пост был амнистирован и в дальнейшем служил в рядах СА в Данциге. С 1935 года состоял в гестапо и в 1938 году был повышен до комиссара уголовной полиции. В 1939 году перешёл из СА в ряды СС (№ 313999). С 1939 по 1942 года служил в различных ведомствах гестапо и в начале марта 1942 был переведён в отделение гестапо в Киле.
29 марта 1944 года возглавил команду из 6 человек, расстрелявших сбежавших из Шталага Люфт III и снова пойманных офицеров западных союзников. Приказ о расстреле поступил от начальника гестапо в Киле Фрица Шмидта. С июня 1944 по май 1945 был комендантом воспитательно-трудового лагеря Нордмарк, в котором погибло 570 человек. 

### После войны
По окончании войны выехал из Киля и скрылся. В мае 1947 года был арестован и заключён в полицейскую тюрьму Фульсбюттель. Британский военный трибунал выдвинул ему обвинение в убийстве офицеров западных союзников и 3 сентября 1947 года Пост был приговорён к смертной казни. 27 февраля 1948 года приговор был приведён в исполнение в тюрьме Хамельна.